# (14916) 1993 VV7
1993 في في 7 (ويعرف أيضًا باسم (14916) 1993 في في 7 وفق تسمية الكوكب الصغير) (بالإنجليزية: 1993 VV7)‏ هو كويكب ضمن حزام الكويكبات؛ وترتيبه 14916 من حيث الاكتشاف.
اكتُشف هذا الجُرم الفلكي بواسطة Gordon J. Garradd ‏ في 10 نوفمبر 1993.

## وصلات خارجية
- (14916) 1993 VV7 في قاعدة بيانات مختبر الدفع النفاث لأجرام النظام الشمسي الصغيرة

- الاكتشاف · مخطط المدار ·  العناصر المدارية · المعلمات المادية

- (14916) 1993 VV7 على موقع ويكي سكاي: DSS2, SDSS, GALEX, IRAS, Hydrogen α, X-Ray, Astrophoto, Sky Map, Articles and images